# Tecolutla
Tecolutla is een plaats in de Mexicaanse deelstaat Veracruz. Tecolutla heeft 4.523 inwoners (census 2005) en is de hoofdplaats van de gemeente Tecolutla.
De kustlijn bij Tecolutla is bekend om haar mangroven. In 2007 kwam de orkaan Dean hier aan land.